# Considered harmful
Em ciência da computação e disciplinas afins, considered harmful (considerado nocivo, perigoso) é uma frase popularmente usada nos títulos de diatribes e outros ensaios críticos (Há pelo menos 65 dessas obras). Foi popularizado pelo artigo de Edsger Dijkstra Go To Statement Considered Harmful, publicado na edição de março de 1968 da Communications of the ACM (CACM), no qual ele criticou o uso excessivo do comando GOTO nas linguagens de programação da época e advogou pelo uso da programação estruturada em seu lugar. O título original do artigo, que foi apresentado à CACM, era A Case Against the Goto Statement, mas o editor da CACM Niklaus Wirth mudou o título para o agora imortalizado Go To Statement Considered Harmful.
Frank Rubin publicou uma crítica da carta de Dijkstra na edição de março de 1987 da CACM que apareceu sob o título  'GOTO Considered Harmful' Considered Harmful. A edição de maio 1987 da CACM imprimiu novas respostas, tanto a favor como contra, sob o título  '"GOTO Considered Harmful" Considered Harmful' Considered Harmful?.  A própria resposta de Dijkstra a esta controvérsia foi intitulada On a somewhat disappointing correspondence
Segundo o lingüista Mark Liberman,considered harmful era um clichê jornalístico, usado em títulos, bem antes do artigo  de Dijkstra. Ele cita o título de uma carta publicada em 12 de agosto de 1949, no The New York Times : "Rent Control Controversy / Enacting Now of Hasty Legislation Considered Harmful".

## Variantes
Algumas variantes com adjetivos substituídos (considered silly - considerado tolo, etc) foram anotadas no jargão de hackers.
Muitas variantes lidam com questões de informática, tais como
"'Reply-To' Munging Considered Harmful",
"XMLHttpRequest Considered Harmful", "Csh Programming Considered Harmful" e
"Geek Culture Considered Harmful to Perl". O consultor em Web design Eric A. Meyer focou no próprio artigo, ele mesmo: "Considered Harmful Essays Considered Harmful".

## Artigos relacionados
- William Wulf e Mary Shaw (fevereiro de 1973). «Global Variable Considered Harmful». ACM SIGPLAN Notices. 8 (2). pp. 28–34. doi:10.1145/953353.953355
- «Letter O Considered Harmful». proposal considered by X3J3 members. Brookhaven National Laboratory, Upton, NY: X3J3: ANSI Fortran Standards Committee. 15–19 de novembro de 1976
- Rob Pike and Brian Kernighan (1983). «UNIX Style, or cat -v Considered Harmful». USENIX
- John McCarthy (1989). «Networks Considered Harmful for Electronic Mail». CACM. 32 (12). pp. 1389–1390
- CA Kent, JC Mogul (1995). «Fragmentation Considered Harmful». ACM SIGCOMM Computer Communication Review
- Tom Christiansen (1996). «Csh Programming Considered Harmful» See C shell.
- Peter Miller (1998). «Recursive Make Considered Harmful». AUUGN Journal of AUUG Inc. 19 (1). pp. 14–25
- Jonathan Amsterdam (2002). «Java's new Considered Harmful». Software Development Magazine
- Ian Hickson (2002). «Sending XHTML as text/html Considered Harmful»
- Eric A. Meyer (2002). «"Considered Harmful" Essays Considered Harmful»
- C. Ponder, B. Bush (1992). «Polymorphism considered harmful». ACM SIGPLAN Notices. 27 (6). pp. 76–79. doi:10.1145/130981.130991
- J Yoon, M Liu, B Noble (2003). «Random Waypoint Considered Harmful». Infocom
- Erik Möller (2005). «Creative Commons -NC Licenses Considered Harmful»
- A Mishra, V Shrivastava, S Banerjee, W Arbaugh (2006). «Partially Overlapped Channels Not Considered Harmful». Sigmetrics
- Alexander Sotirov, Marc Stevens, Jacob Appelbaum, Arjen Lenstra, David Molnar, Dag Arne Osvik, Benne de Weger (2008). «MD5 considered harmful today - Creating a rogue CA certificate»
- Jun-ichiro itojun Hagino (2003). «IPv4-Mapped Addresses on the Wire Considered Harmful»
- Donald Knuth (1974). «Structured Programming with go to Statements» (PDF). Computing Surveys. 6 (4). pp. 261–301. doi:10.1145/356635.356640